# Anna Goodman
Pour les articles homonymes, voir Goodman.
Anna Goodman, née le 23 janvier 1986 à Montréal, est une skieuse alpine canadienne. Elle s'est spécialisée dans le slalom.

## Biographie
Ses débuts en compétition officielle de la FIS ont lieu en 2001. Elle prend son premier départ en coupe du monde lors du slalom géant de Sölden en octobre 2004 quelques mois avant d'être sélectionné pour les Championnats du monde. Elle a marqué ses premiers points avec une 29e place lors de la saison 2007-2008.
Aux Championnats du monde 2009, elle prend la douzième place au slalom. Quelques mois plus tard, elle obtient son meilleur résultat dans l'élite avec une neuvième place au slalom de Coupe du monde disputé à Åre.
En 2010, elle participe aux Jeux olympiques de Vancouver, prenant part au slalom qu'elle achève à la 19e place.
Elle marque pour la dernière fois des points dans la Coupe du monde (top 30) en mars 2013.
Elle prend sa retraite sportive en 2015.

## Palmarès

### Jeux olympiques d'hiver
| Épreuve / Édition | Descente | Super G | Slalom géant | Slalom | Super combiné |
| JO 2010 Vancouver | —        | —       | —            | 19e    | —             |

Légende :
- — : Elle n'a pas participé à cette épreuve

### Championnats du monde
| Épreuve / Édition                    | Descente | Super G | Slalom géant | Slalom | Combiné / Super combiné |
| ------------------------------------ | -------- | ------- | ------------ | ------ | ----------------------- |
| Mondiaux 2005 Bormio                 | -        | -       | -            | -      | 16e                     |
| Mondiaux 2007 Åre                    | -        | -       | -            | 22e    | -                       |
| Mondiaux 2009 Val-d'Isère            | -        | -       | -            | 12e    | -                       |
| Mondiaux 2011 Garmisch-Partenkirchen | -        | -       | -            | 21e    | -                       |

### Coupe du monde
- Meilleur classement général : 75e en 2010.
- Meilleur résultat : 9e.

| Saison/Classement | Général | Général | Slalom | Slalom |
| Saison/Classement | Class.  | Points  | Class. | Points |
| ----------------- | ------- | ------- | ------ | ------ |
| 2008              | 101e    | 21      | 44e    | 21     |
| 2009              | 76e     | 59      | 26e    | 59     |
| 2010              | 75e     | 64      | 25e    | 64     |
| 2011              | 100e    | 26      | 38e    | 26     |
| 2012              | 79e     | 57      | 33e    | 57     |
| 2013              | 97e     | 16      | 46e    | 16     |

### Coupe nord-américaine
- Vainqueur du classement du slalom en 2008 et 2013.
- 10 victoires.